# Baran Kosari
 (décembre 2022).
La mise en forme du texte ne suit pas les recommandations de Wikipédia : il faut le « wikifier ».
Les points d'amélioration suivants sont les cas les plus fréquents. Le détail des points à revoir est peut-être précisé sur la page de discussion.
- Les titres sont pré-formatés par le logiciel. Ils ne sont ni en capitales, ni en gras.
- Le texte ne doit pas être écrit en capitales (les noms de famille non plus), ni en gras, ni en italique, ni en « petit »…
- Le gras n'est utilisé que pour surligner le titre de l'article dans l'introduction, une seule fois.
- L'italique est rarement utilisé : mots en langue étrangère, titres d'œuvres, noms de bateaux, etc.
- Les citations ne sont pas en italique mais en corps de texte normal. Elles sont entourées par des guillemets français : « et ».
- Les listes à puces sont à éviter, des paragraphes rédigés étant largement préférés. Les tableaux sont à réserver à la présentation de données structurées (résultats, etc.).
- Les appels de note de bas de page (petits chiffres en exposant, introduits par l'outil «  Source ») sont à placer entre la fin de phrase et le point final[comme ça].
- Les liens internes (vers d'autres articles de Wikipédia) sont à choisir avec parcimonie. Créez des liens vers des articles approfondissant le sujet. Les termes génériques sans rapport avec le sujet sont à éviter, ainsi que les répétitions de liens vers un même terme.
- Les liens externes sont à placer uniquement dans une section « Liens externes », à la fin de l'article. Ces liens sont à choisir avec parcimonie suivant les règles définies. Si un lien sert de source à l'article, son insertion dans le texte est à faire par les notes de bas de page.
- La présentation des références doit suivre les conventions bibliographiques. Il est recommandé d'utiliser les modèles {{Ouvrage}}, {{Chapitre}}, {{Article}}, {{Lien web}} et/ou {{Bibliographie}}. Le mode d'édition visuel peut mettre en forme automatiquement les références.
- Insérer une infobox (cadre d'informations à droite) n'est pas obligatoire pour parachever la mise en page.

Pour une aide détaillée, merci de consulter Aide:Wikification.
Si vous pensez que ces points ont été résolus, vous pouvez retirer ce bandeau et améliorer la mise en forme d'un autre article.

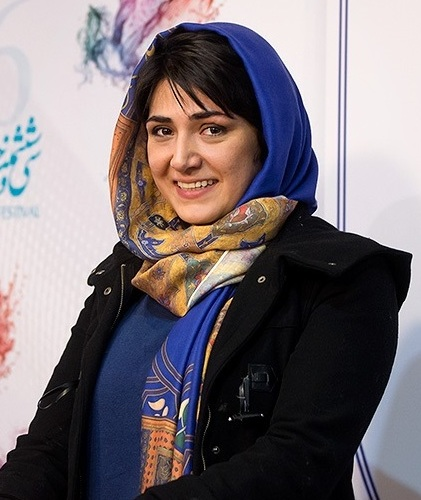
En 2018

Baran Kosari (en persan : باران کوثری) est une actrice iranienne née le 17 octobre 1985 à Téhéran. Elle est la fille de la réalisatrice Rakhshan Bani Etemad et du producteur Jahangir Kosari.

## Biographie
Elle a obtenu son diplôme à l'Académie Soureh. Le Meilleur papa du monde (1991) a été son premier rôle d'actrice. Elle est apparue dans quelques-uns des films de sa mère : Nargess (1991), Le Voile bleu (1994), La Dame de mai (1997), Histoires de Kish (épisode La pluie et Landsman - 1998), Sous la peau de la ville (2000), Notre temps (documentaire - 2001).
Baran Kosari a également montré ses capacités d'actrice de théâtre en jouant Plus le miroir (1997), avec Azita Hajian.

## Filmographie

### Filmographie au cinéma
- Bi Hameh Chiz (2021)
- Aragh-e Sard (2018)
- Sadde Maabar (2017)
- Haft Mahegi (2016)
- Lantouri
- Kooche Binam (2015)
- Jameh Daran (2015)
- Asabani Nistam! (Berlinale - 2014)
- Azmayeshgah (2012)
- Boghz (2011)
- Gheseha (2011)
- Asb heyvan-e najibi ast (2010)
- Man Madar Hastam (2010)
- Gheseye Pariya (2010)
- Lotfan Mozahem Nashavid (2009)
- Hich (2009)
- Postchi se Bar Dar Nemizanad (2008)
- Mizak (2008)
- Heyran (2008)
- Katuniye Sefid (2007)
- Dayere Zangi (2007)
- Shirin (documentaire, 2007)
- Ablah (Court métrage, 2007)
- Tofighe Ejbari (2007)
- Ruze Sevom (Le troisième jour, 2006)
- Khoon Bazi (Jeu du sang, 2006)
- Nasl-e Jadouei (2006)
- Kheng Abad (2006)
- Hashiyeye Markazi (Documentaire, 2005)
- Taghato (Croissement, 2005)
- Gilaneh (2004)
- Khabgahe Dokhtaran (Dortoire des filles, 2004)
- Barge Barandeh (La carte gagnante, 2003)
- Danse dans la poussière (Raghs dar ghobar, 2002)
- Ruzgare Ma (Notre temps, documentaire, 2001)
- Zire Puste Baran (Sous la Peau de la ville, Documentaire, 2000)
- Ghessehaye Kish (Épisode Barano Bumi) (Les histoires de Kish, épisode des Terres d'homme et de la pluie, 1998)
- Banuye Ordibehesht (La dame d'Ordibehesht, 1997)
- Rossari Abi (Le Voile bleu, 1995)
- Nargess (1991)
- Behtarin Babaye Donya (Le meilleur papa du monde, 1991)

### Séries Télévisées
- Sahebdelan (2006)
- Bogzar Aftab Barayad (1998)

## Théâtre
- Quartet (2007)
- Dar Miyane Abrha (2005)
- An Suye Ayeneh (1997)

## Prix
- Prix d’Interprétation[1] / 1er Festival international du film politique de Carcassonne / 2018
- Meilleure actrice / 1er National Festival du Jeune Cinéma iranien / Ablah / 2010
- Meilleure actrice / 11 Célébration Iran Cinéma / Khoon Bazi / 2007
- Meilleure actrice / 25e Festival du film de Fajr / Iran Cinéma Concurrence / Khoon Bazi, Ruze Sevom / 2007
- Diplôme / 25e Festival du film de Fajr / Cinéma international Concurrence / Khoon Bazi / 2007
- Meilleure Actrice Teenage /-parole de l'opposition Choisir / Barano Bumi, Zire Puste Shahr / 2000

## Autres activités
- Scénariste (Ablah - 2007)
- Scène secrétaire (Gilaneh - 2004)
- Festival arbitre Teenage 17e festival du film (Ispahan - 2002)

## Ressources
- Baran News